# Оратів
Ора́тів — селище в Україні, у Вінницькому районі Вінницької області, адміністративний центр Оратівської селищної громади. Розташоване на обох берегах річки Гнила (притока Роськи) за 90 км на схід від міста Вінниця та за 12 км від станції Оратів. Через смт проходить автошлях Р17. Населення становить 2 694 особи (станом на 1 січня 2022 р.).

## Історія
Заснований на території Речі Посполитої. Згадується вперше в матеріалах Віленського сейму 1448 року. Населенню Оратова, як і всього Поділля, доводилось відбивати грабіжницькі напади султанської Туреччини, кримських татар. Найбільш спустошливими були напади 1562, 1566, 1568, 1575, 1589 років.
- З 1648 — у складі Животівського полку Гетьманщини. Під час визвольної боротьби українського народу (1648—1654 рр.) на території теперішнього району перебував Гетьман України Богдан Хмельницький (у 1649, 1651, 1653 роках).
- 1672—1699 — частина Сарматського князівства Османської імперії.
- 1700—1793 — знову у складі Брацлавського воєводства Речі Посполитої. По території нинішнього району проходили гайдамацькі загони Максима Залізняка та Івана Гонти в часи Коліївщини (1768 р.).
- 1793—1917 — у складі Російської імперії; 1811 Оратів одержав статус міста. З другої половини XIX ст. Оратів — центр Оратівської волості Липовецького повіту. Практично до часів УНР зберігав польський характер, у місцевому костелі повінчався відомий польський письменник, революціонер Коженьовський Аполло.
- 1917—1921 — у складі УНР.
- 1921—1941 — перша комуністична окупація. З 1923 року Оратів районний центр Подільської губернії. З 1932 року район належав до Київської області і в цей же час Оратів опинився в епіцентрі голодоморних акцій СРСР. З 1939 Оратів  — у Вінницькій області.
- 27 липня 1941 р. Оратів окупували нацистські війська.
- 1941—1944 — у складі Рейхкомісаріату Україна, окупація Німеччини. Діяло гетто, куди нацистами насильно зганялися євреї для компактного мешкання[2].
- В лютому 1944 року в районі залізничної станції точились запеклі бої. Звільнили станцію Оратів 11 березня 1944 року частини 451-ї стрілецької дивізії. 192 воїни загинули, визволяючи село, поховані в братській могилі. На жаль, прізвища 118 із них встановити не вдалося. Вшановуючи подвиг визволителів, 1958 року на братській могилі було встановлено пам'ятник.
- 1944—1991 — знову у складі СРСР. 1962 року Оратівський район розформовано, а в грудні 1979 — відновлено.

Селище міського типу з 1984 року.
Відповідно до Розпорядження Кабінету Міністрів України від 12 червня 2020 року № 707-р «Про визначення адміністративних центрів та затвердження територій територіальних громад Вінницької області.» увійшло до складу Оратівської селищної громади 

### Оратів під час Голодомору 1932-1933-х років
Спеціально утворені бригади й “комісії” до зернини вимітали із селянських дворів збіжжя, прирікаючи людей на голодну, мученицьку смерть. Вимирали цілі сім'ї, вулиці, села. Навіть за обережними підрахунками окремих істориків і дослідників голодомор забрав від 7 до 10 мільйонів громадян, або майже кожного четвертого мешканця України. На Вінниччині його жертвами стали понад 1,6 млн. осіб, на Оратівщині, за далеко неповними даними, — близько 9 тисяч жителів. Бувало, до спільних могил звозили разом з померлими ще живих, опухлих і знесилених людей. Траплялися випадки трупо-  і людоїдства. Найбільших втрат (500-700 жителів) зазнали у ті роки Животівка, Оратів, Новоживотів, Рожична, Підвисоке, Скала.[джерело?]

### Сучасність
1 грудня 1991 більшість мешканців Оратова висловили підтримку Акту відновлення державної незалежності України.
9 березня 2014, під час Революції гідності, у селищі демонтували пам'ятник Леніну.
27 серпня 2017 року в Оратові освячено храм УПЦ КП на честь Успіння Пресвятої Богородиці.

## Населення

### Мова
Розподіл населення за рідною мовою за даними перепису 2001 року:
| Мова       | Кількість | Відсоток |
| ---------- | --------- | -------- |
| українська | 3157      | 98.87%   |
| російська  | 36        | 1.13%    |
| Усього     | 3193      | 100%     |

## Транспортна інфраструктура
За 12 км від селища розташована залізнична станція Оратів, що на залізниці «Козятин-Христинівка».
У самому Оратові діє автобусна станція.

## Пам'ятки

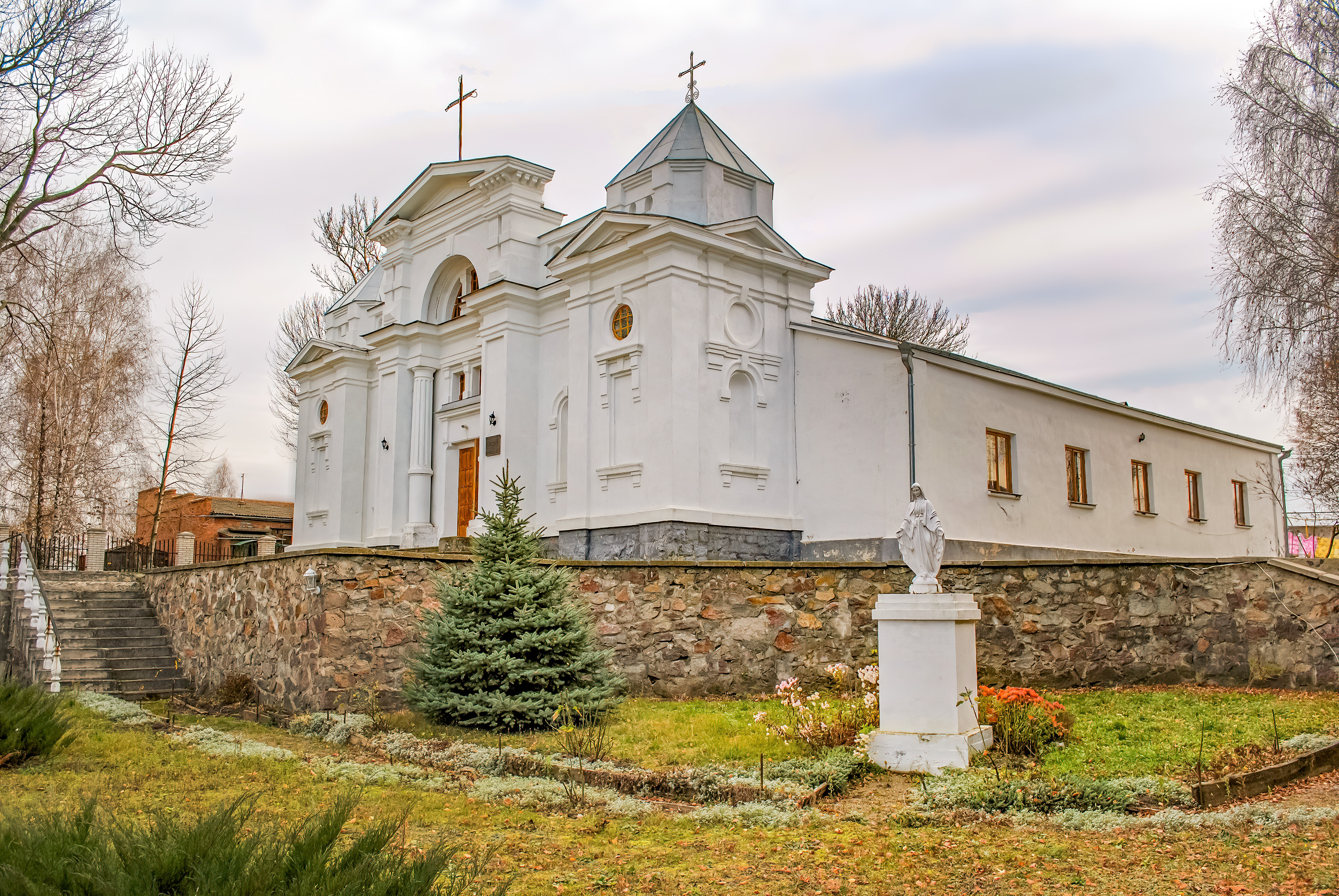
Костел, у якому вінчались батьки Джозефа Конрада

### Костел Святого Станіслава
Костел Св. Станіслава збудований 1845 року. 4 травня 1856 р. тут уклали шлюб Апо́лло Наленч-Коженьо́вський та Евеліна Бобровська — батьки всесвітньо відомого письменника Джозефа Конрада (Юзефа Теодора Конрада Коженьовського).
До 1939 року в костелі був орган. За часів радянської влади приміщення використовували спочатку як сільський клуб та кінотеатр, а потім тут розташовувався районний будинок культури. У 1996 році приміщення за рішенням Верховної Ради України передали католицькій громаді.

## Освіта
- Загальноосвітня школа в смт Оратів

## Народились
- Ільчук Василь Васильович (1987—2022) — старший сержант Збройних Сил України, учасник російсько-української війни, що загинув у ході російського вторгнення в Україну в 2022 році.
- Леві Ешкол — прем'єр-міністр Ізраїлю (1963—1969).
- Славінська Таїсія Дмитрівна — українська актриса та режисер. Заслужений артист України.
- Пасєка Микола Сергійович — український політик комуністичної формації, народний депутат України 3-го скликання.
- Корнійчук Сергій Петрович — генерал-лейтенант Збройних Сил України, Начальник Генерального штабу Збройних Сил України.
- Корнійчук Валерій Семенович - доктор філологічних наук, професор Львівського національного університету імені Івана Франка.[7]
- ПРАЦЮВАВ І ТВОРИВ В ОРАТОВІ
  - Огороднік Василь Тимофійович ( 03,071939 р.- 02.11.2011р.) - поет, журналіст, член правління Національної Спілки журналістів України. Почесний краєзнавець України, Член правління обласної організації Національної спілки краєзнавців України 2008-2011рр.

## Галерея

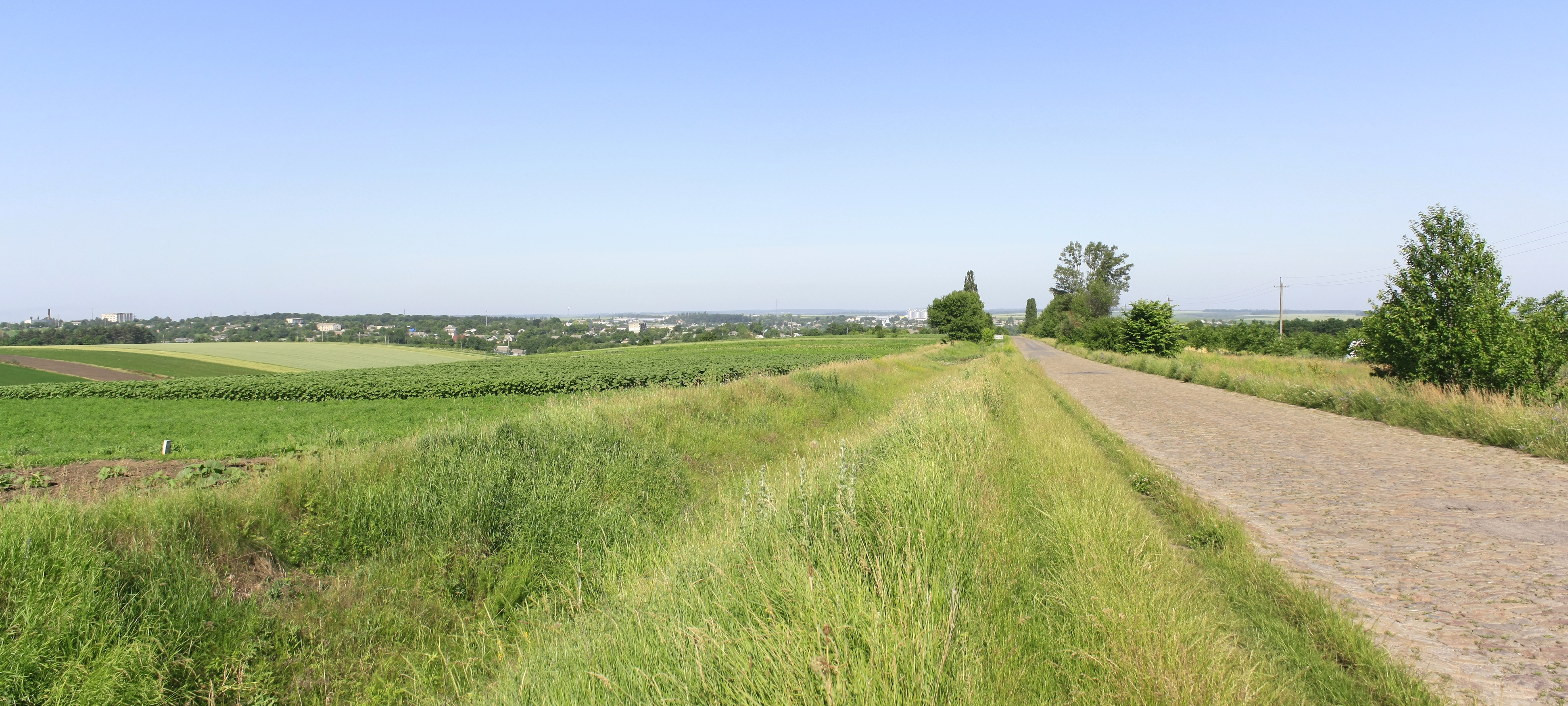
Вид на смт зі сторони села Рожична
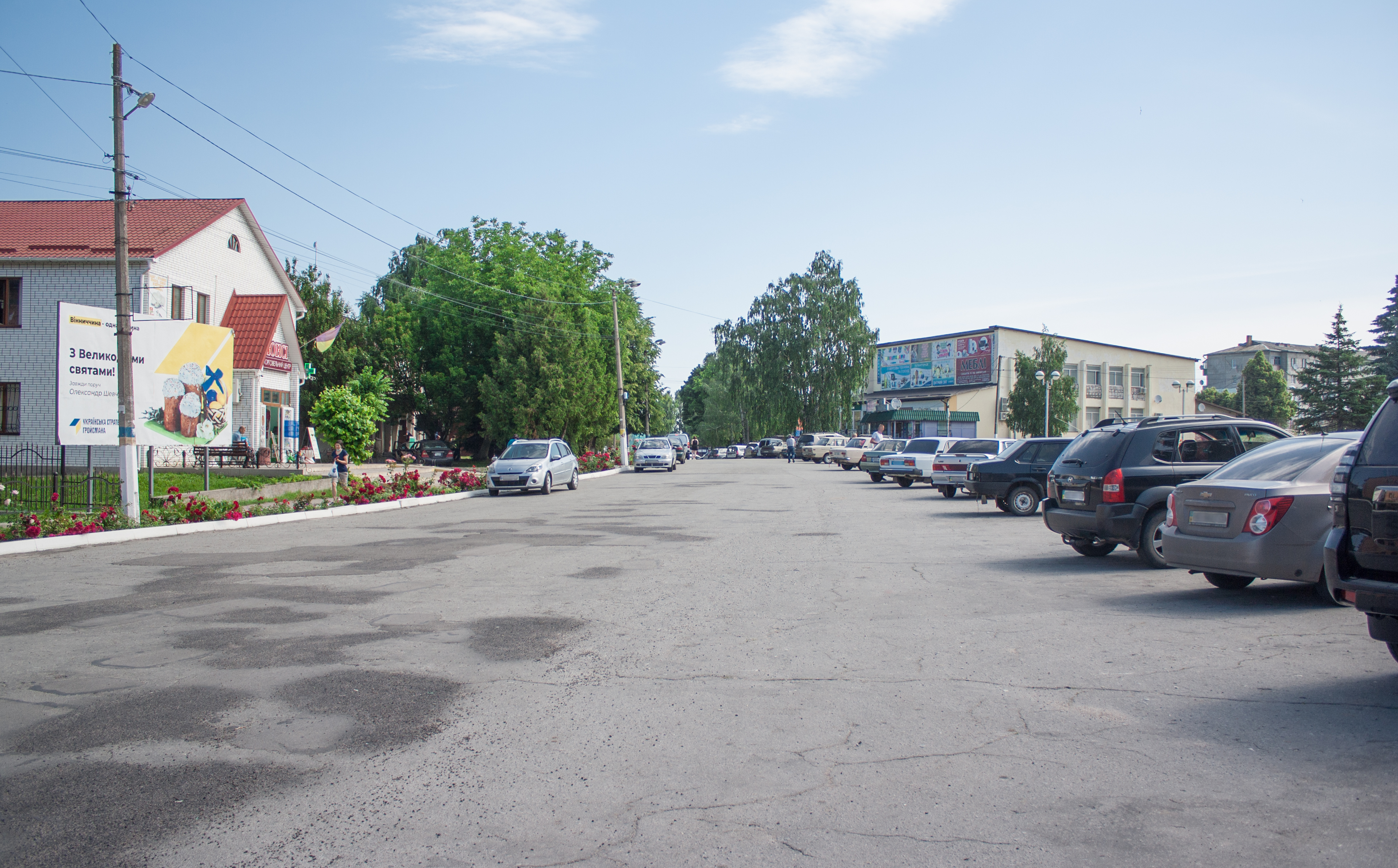
Вулиця Героїв Майдану
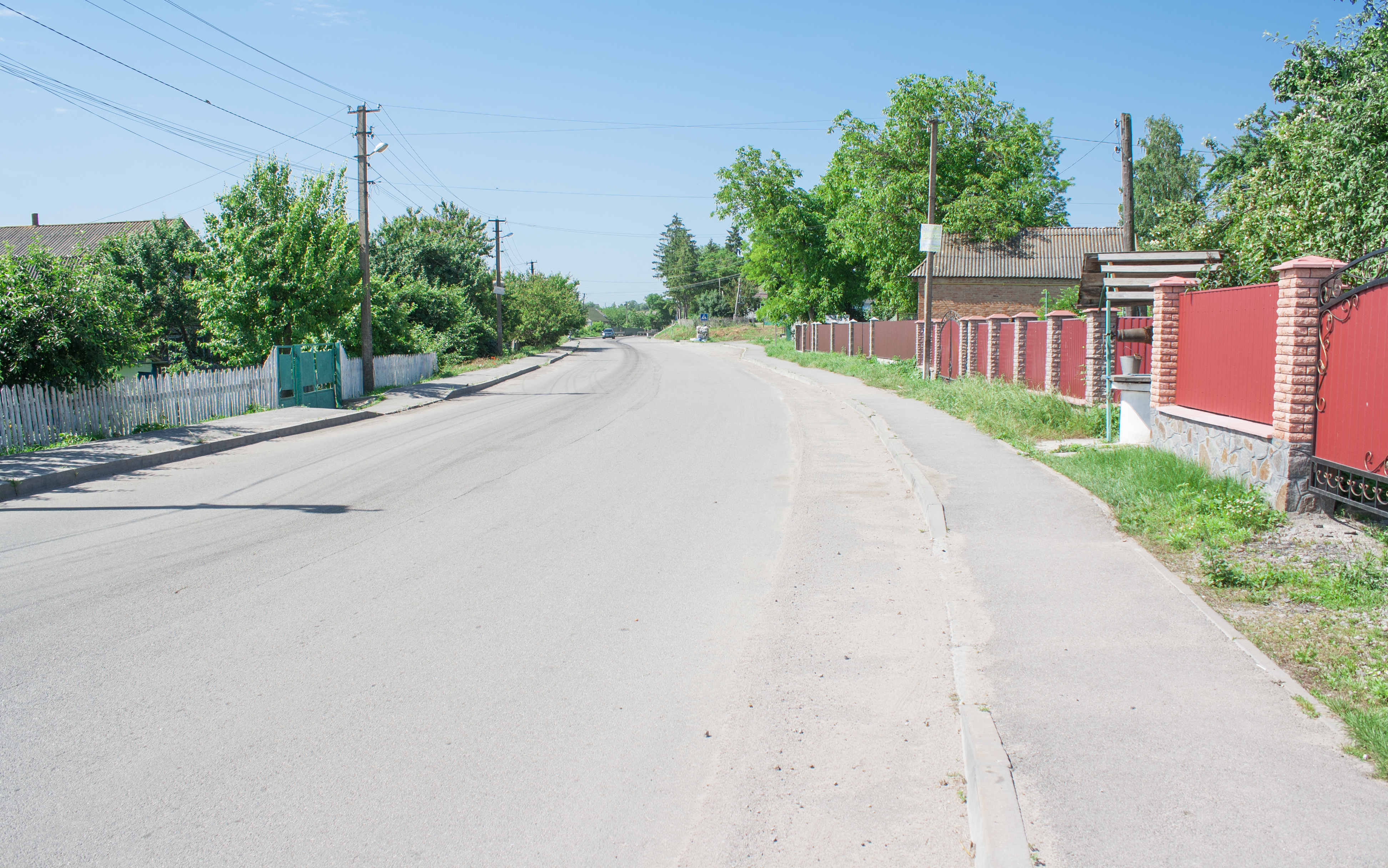
Вулиця Подільська
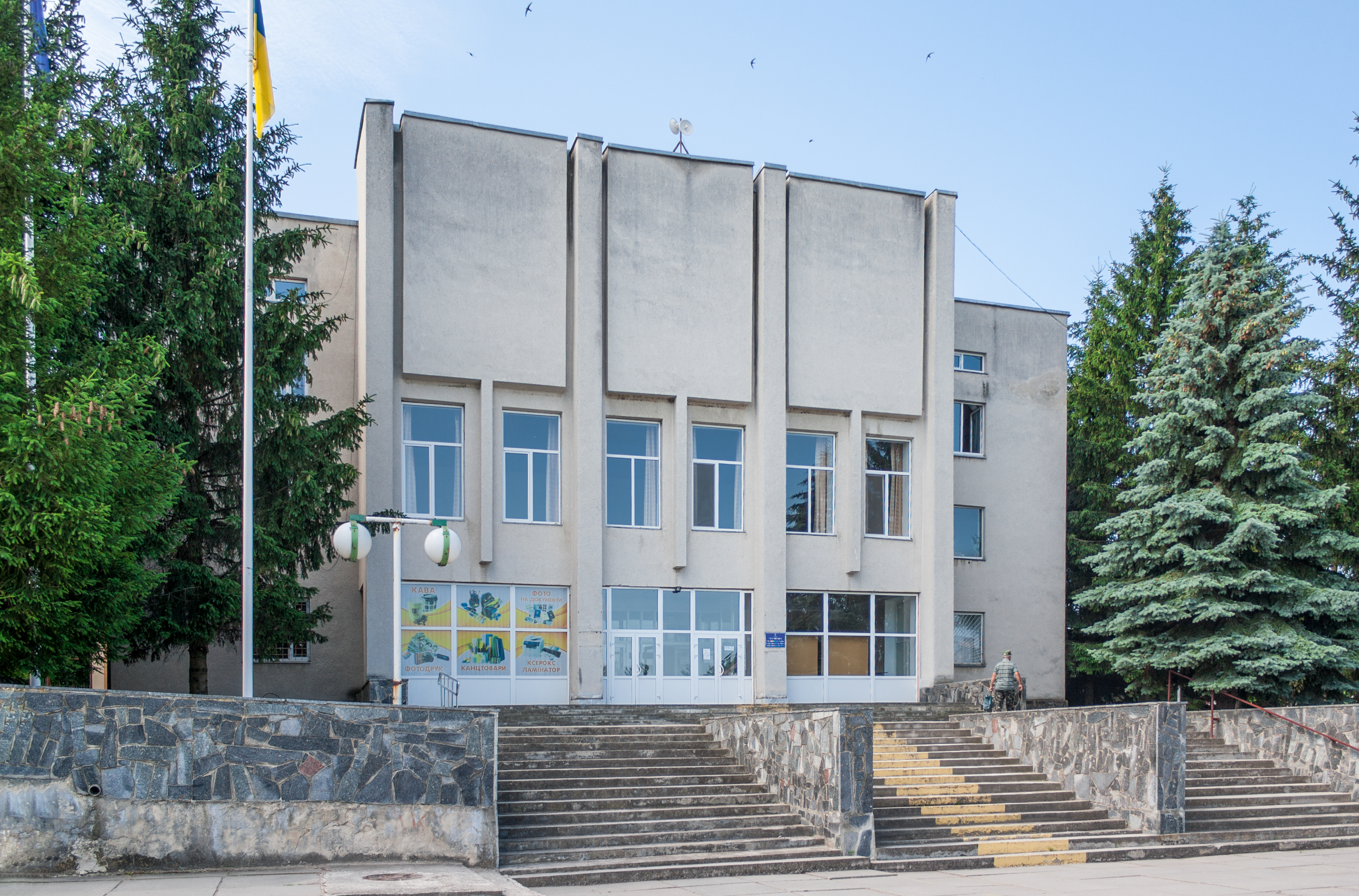
Селищна рада
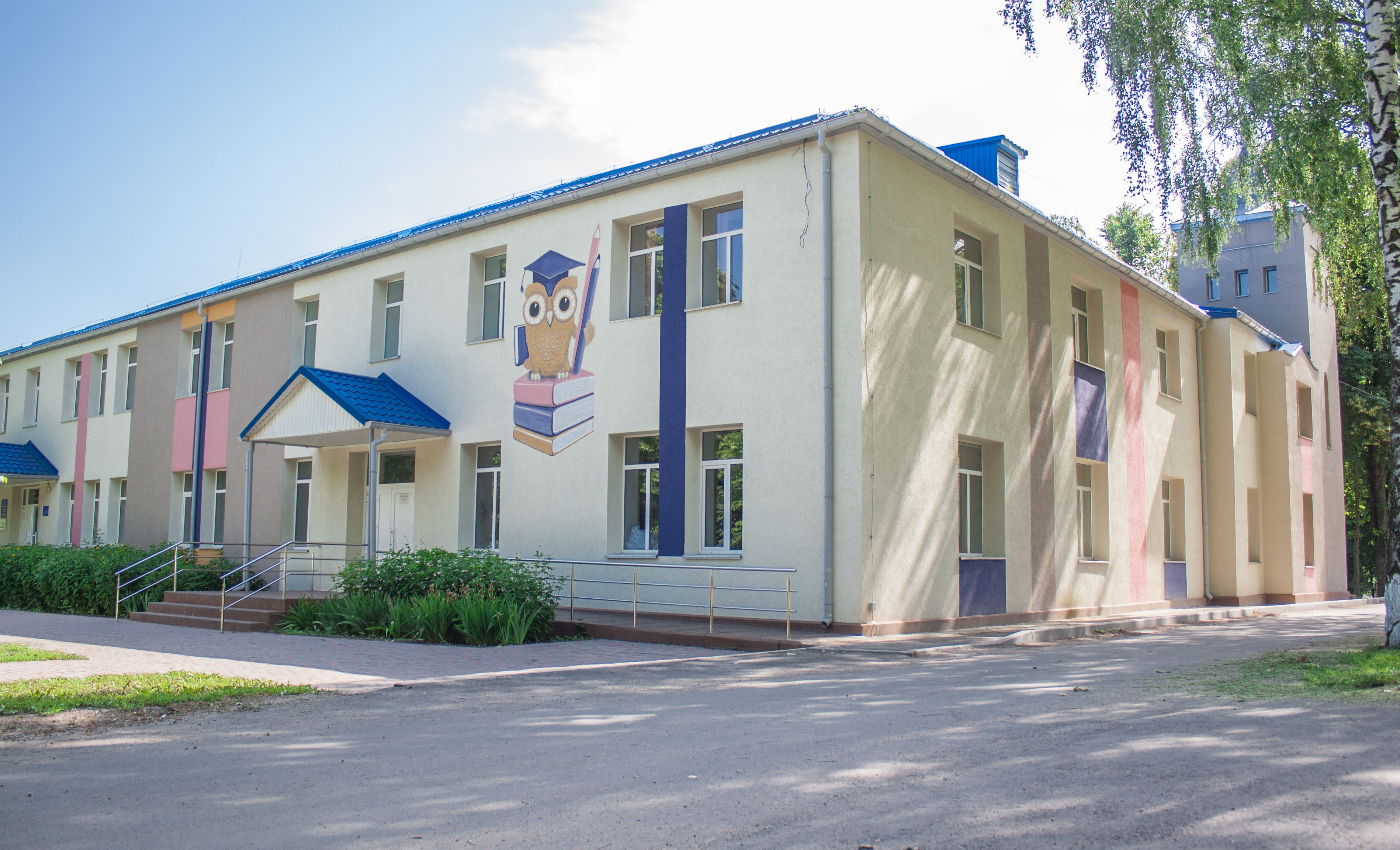
Початкова школа (колишній палац Вороновича 1892 р.)
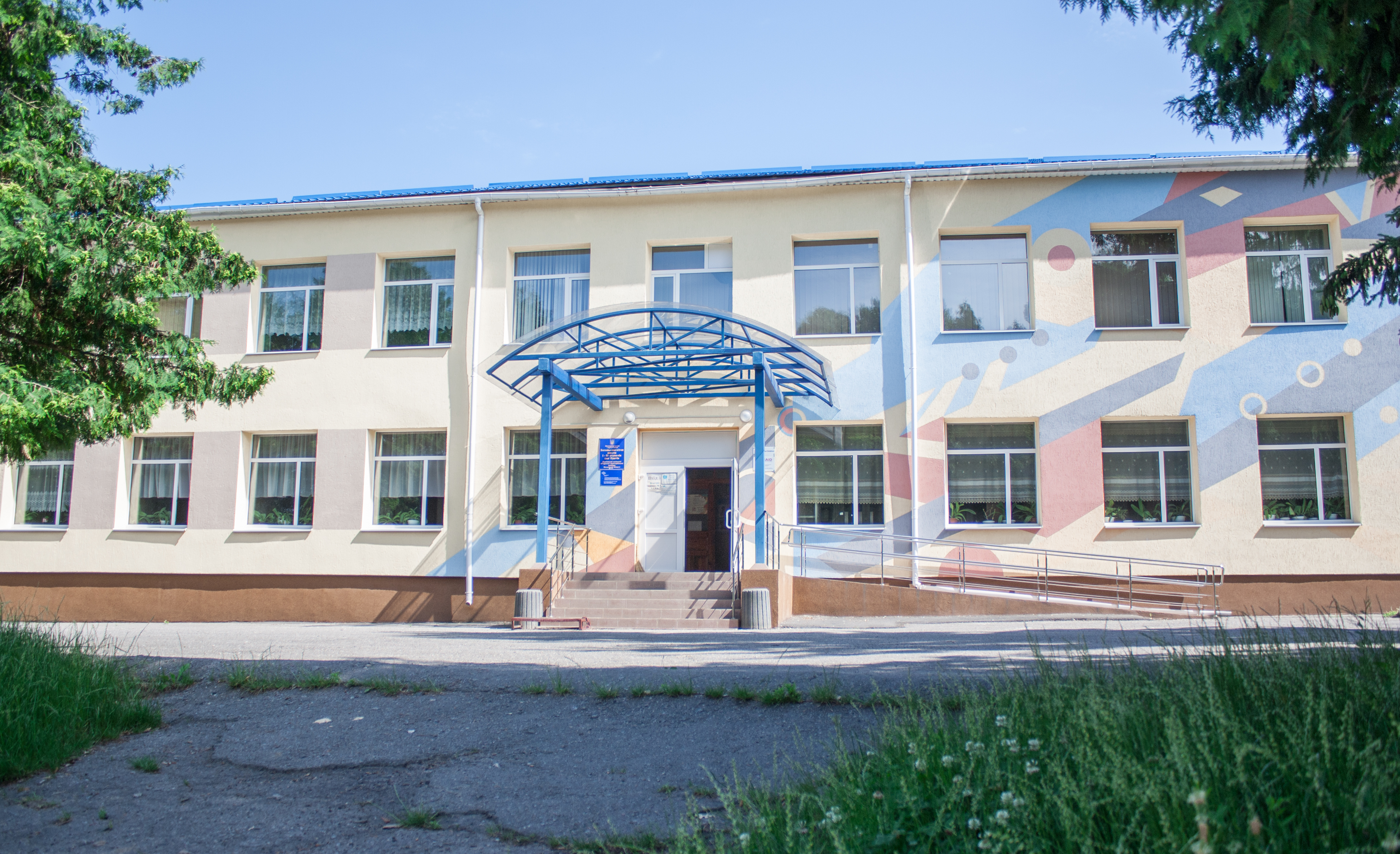
Вища школа
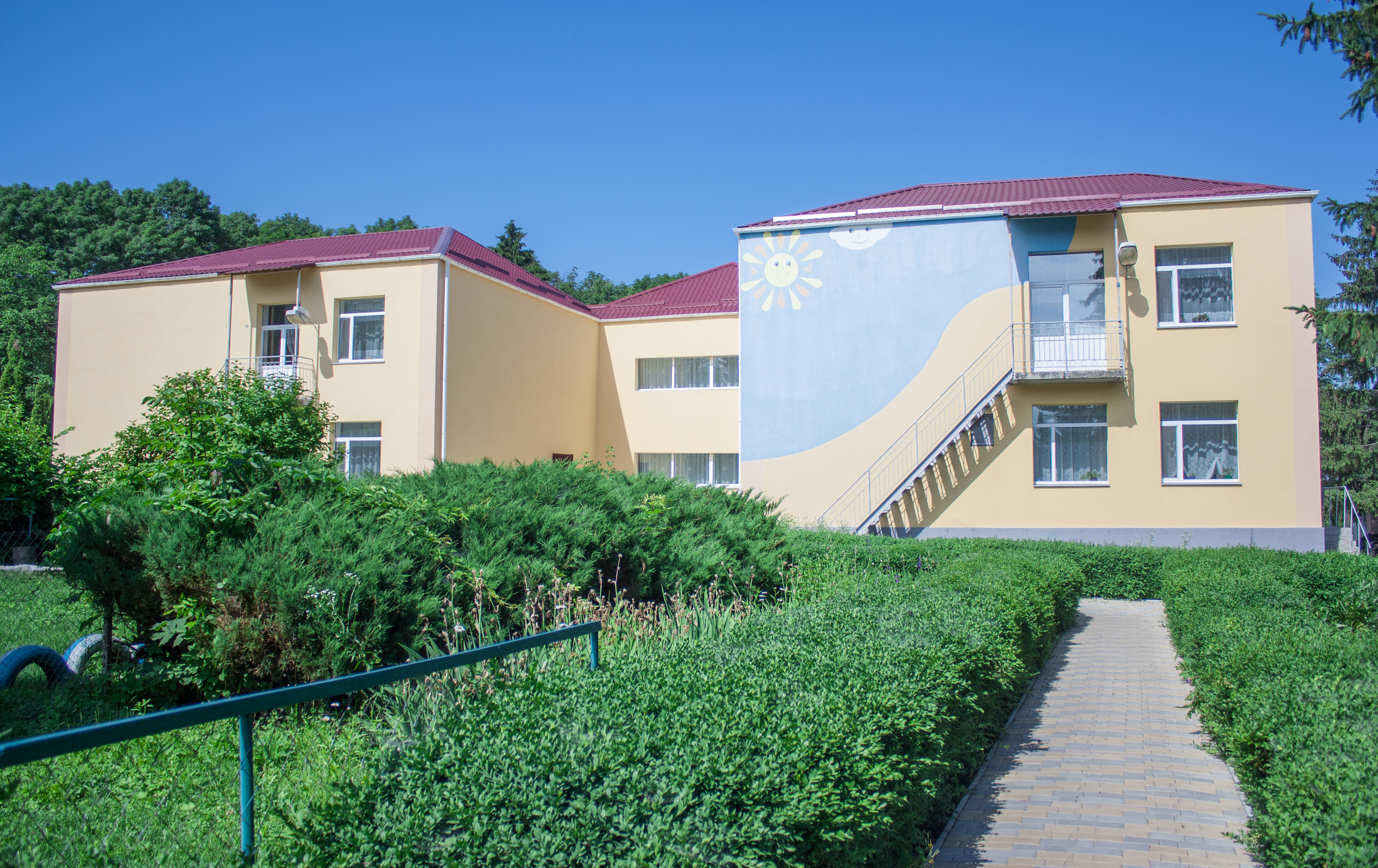
Дитсадок "Сонечко"
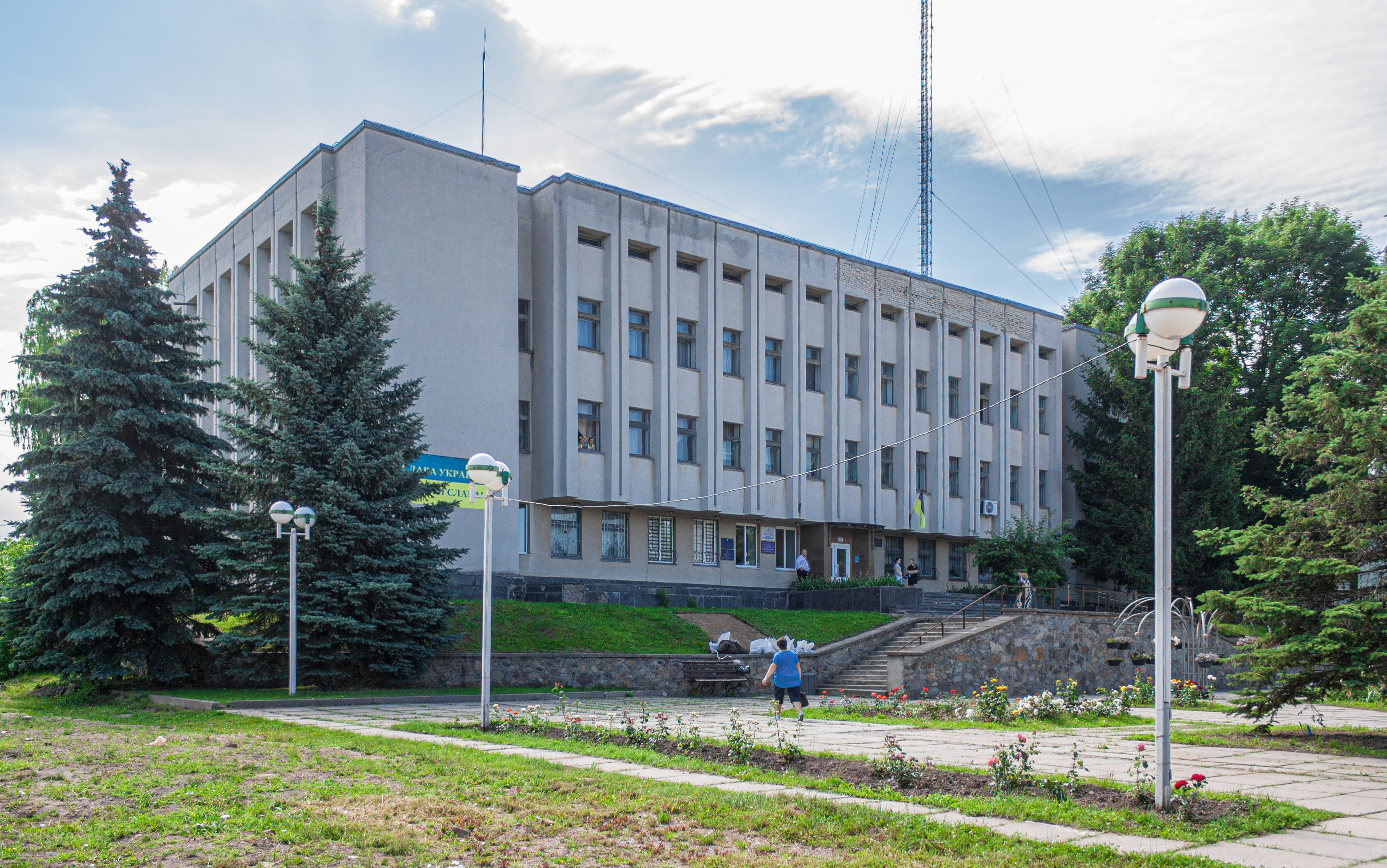
Адмінбудівля
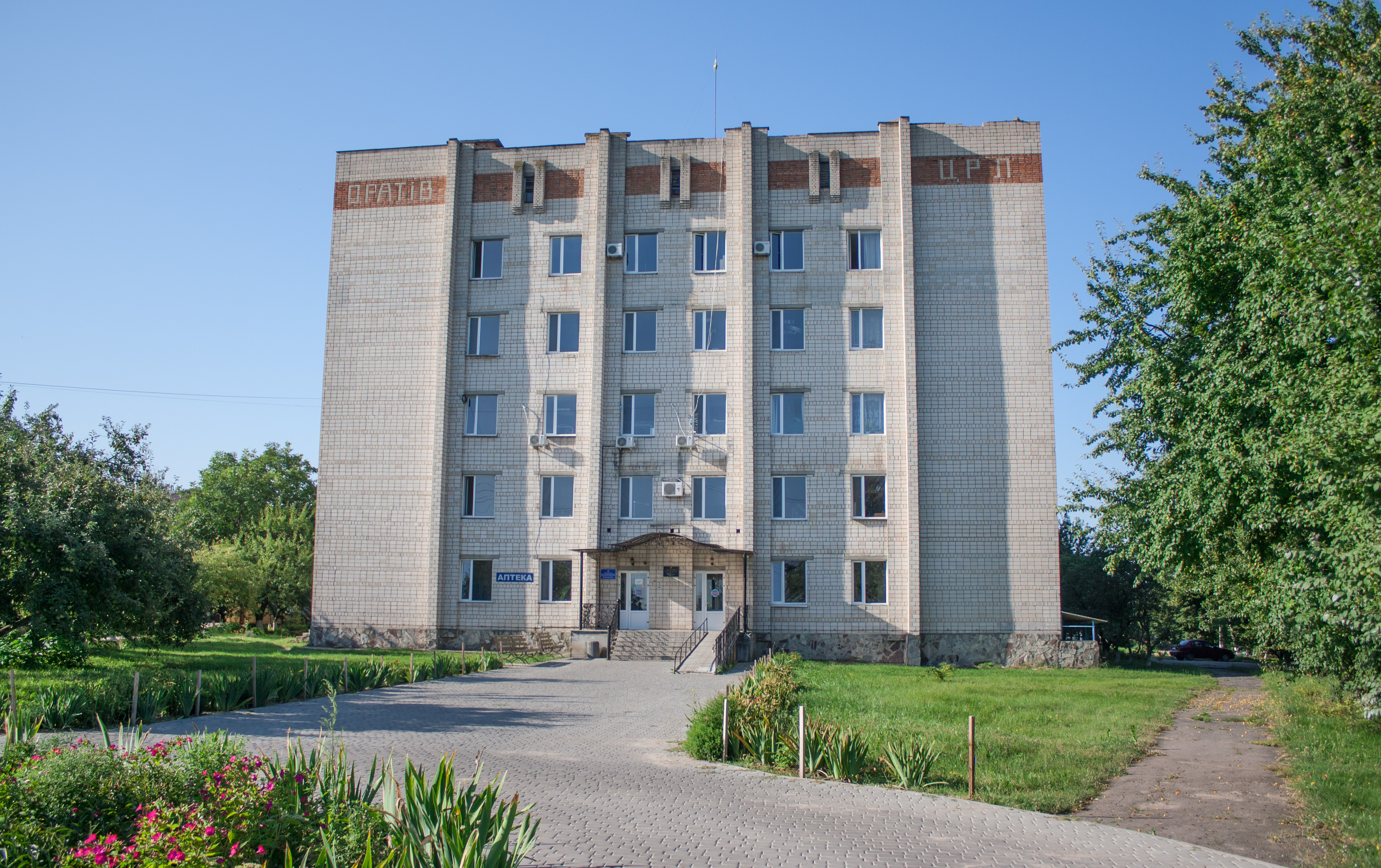
Центральна лікарня
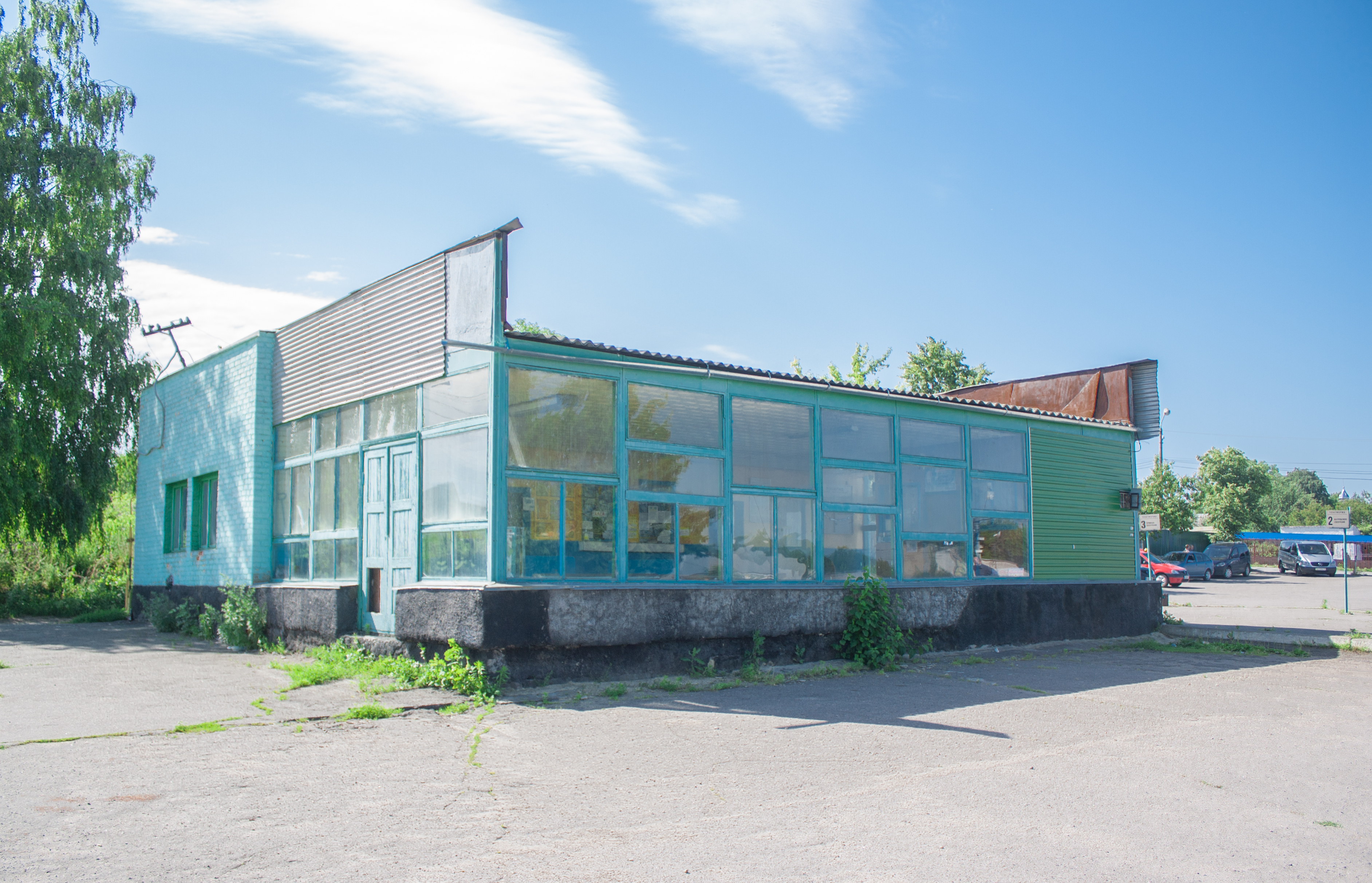
Автостанція
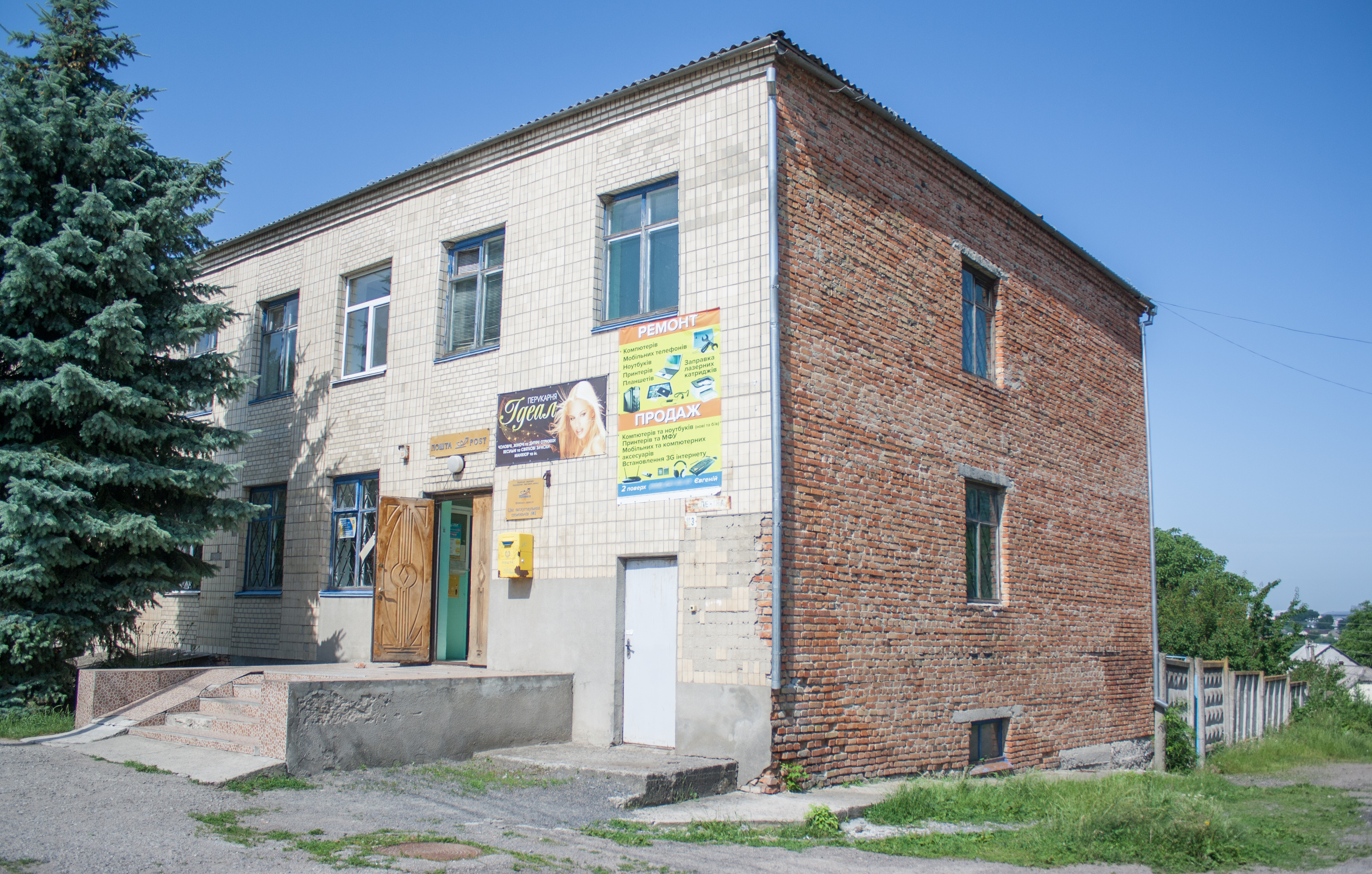
Пошта
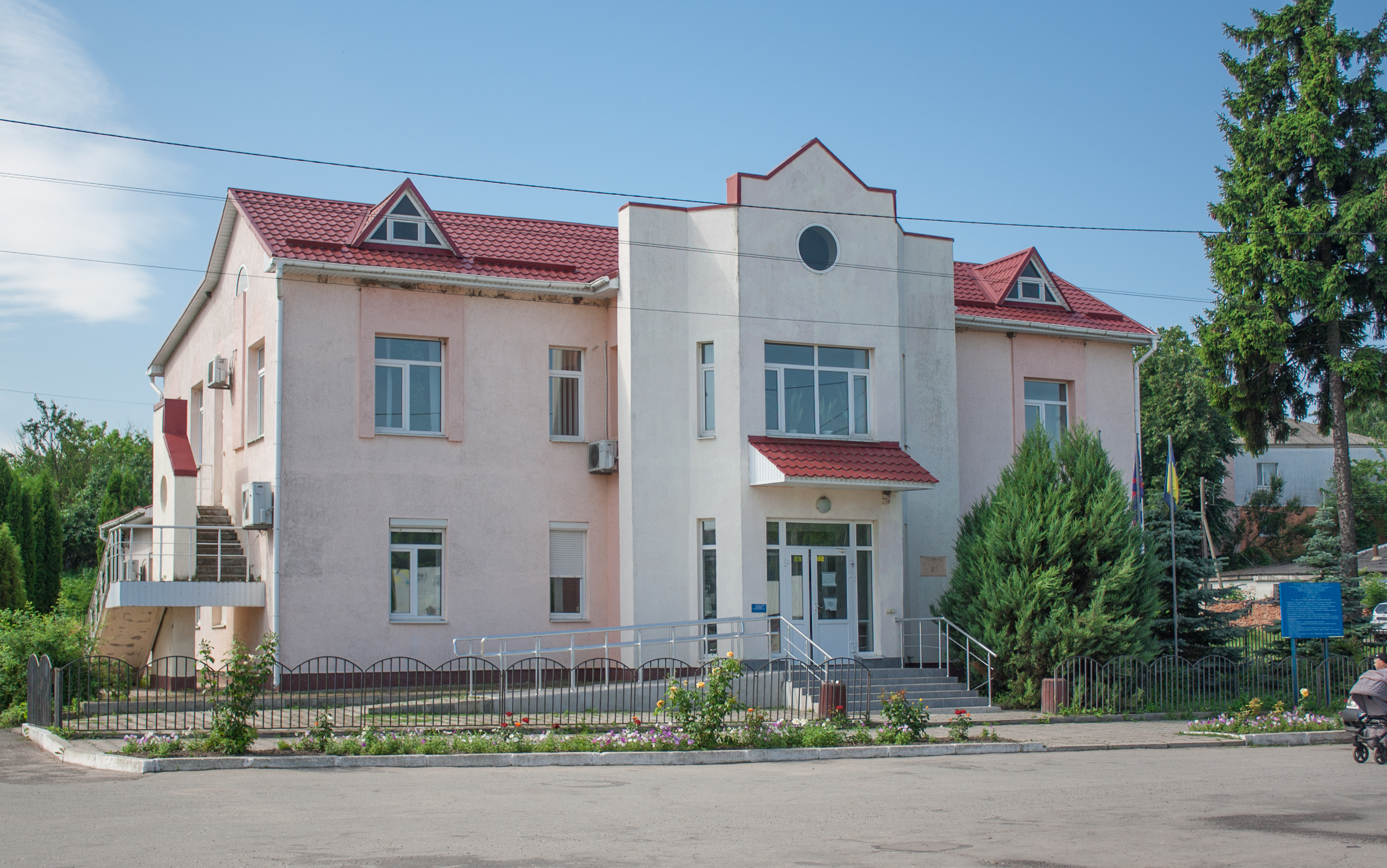
Центр зайнятості
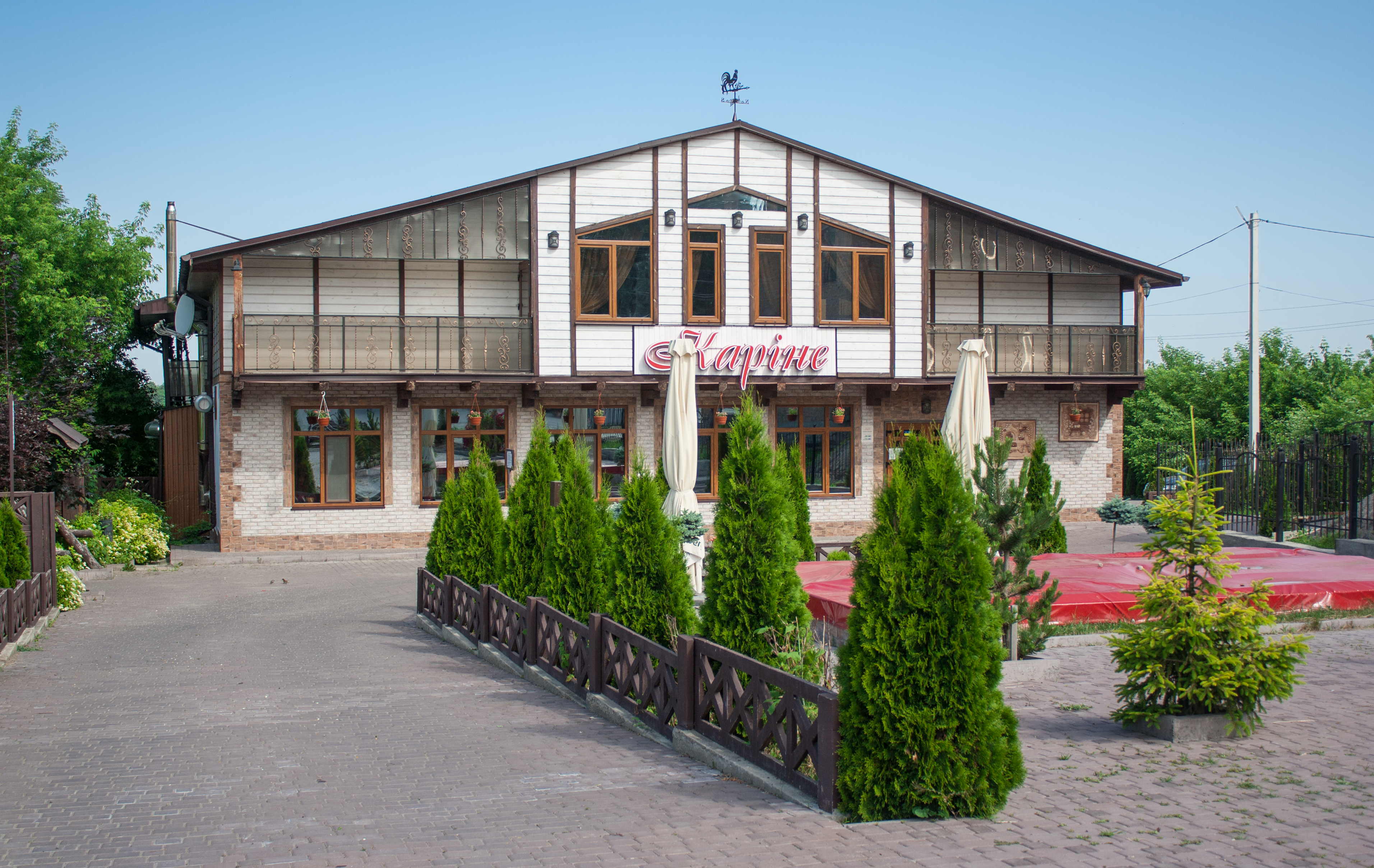
Кафе-бар "Каріне"
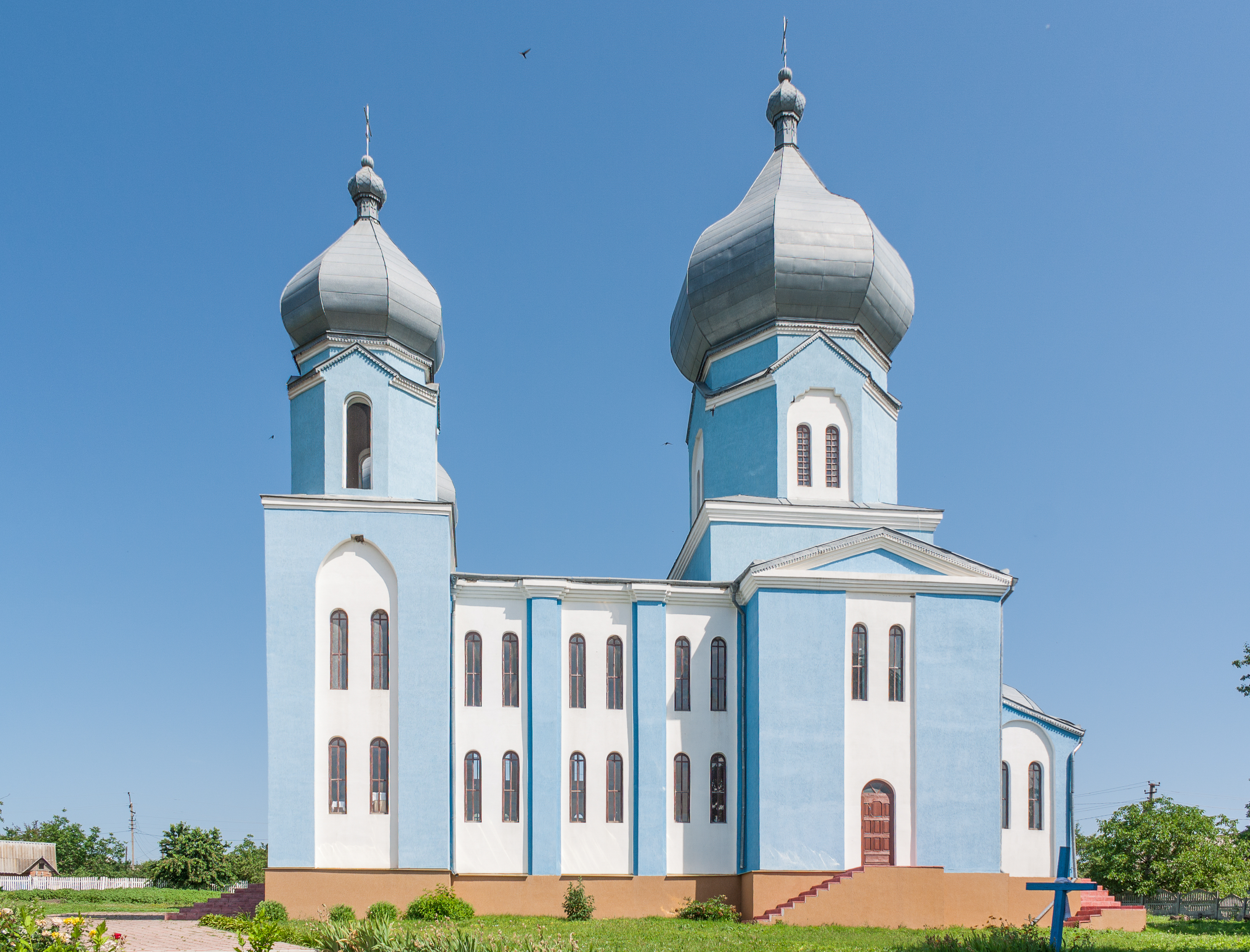
Церква
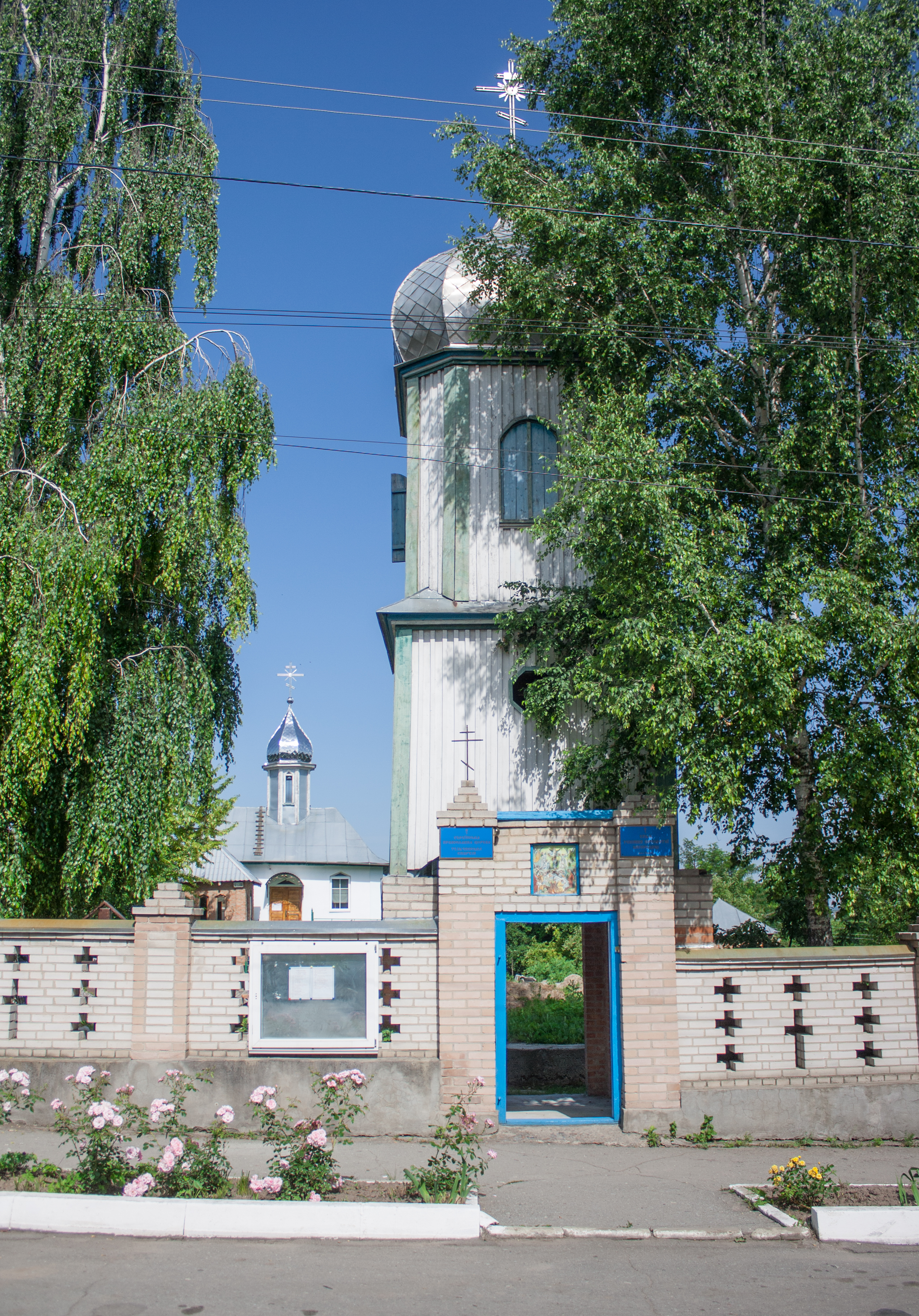
Храм Успіння Пресвятої Богородиці
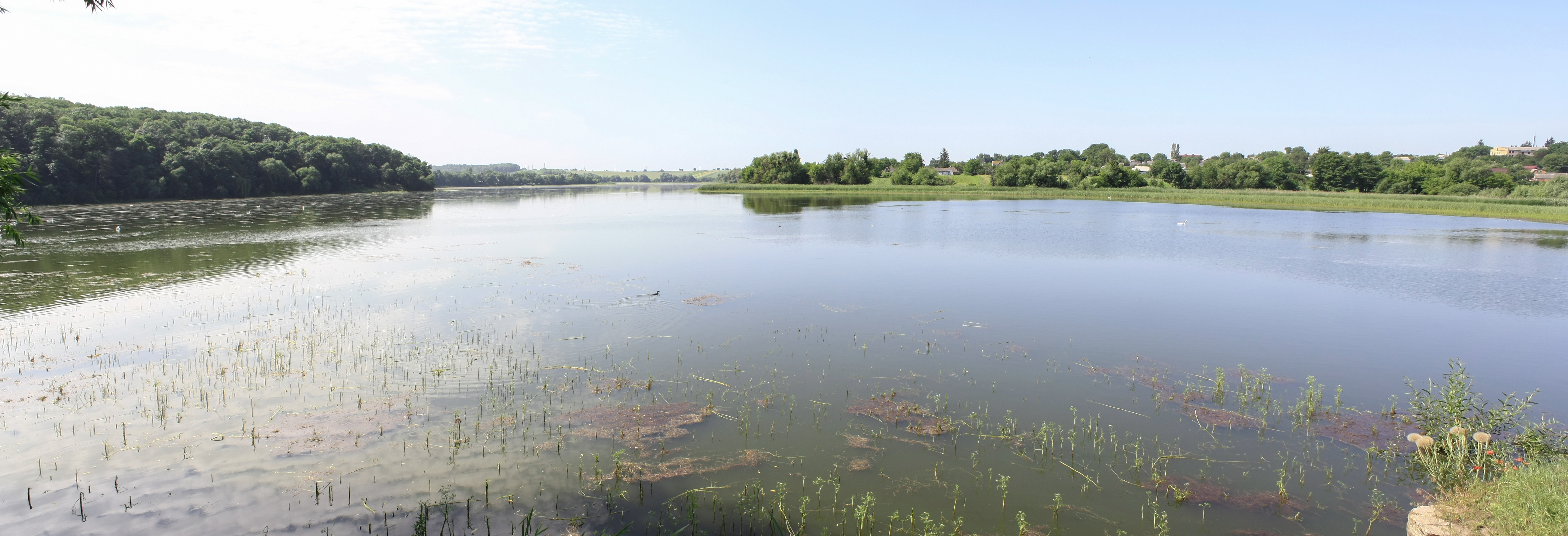
Ставок на річці Гнила
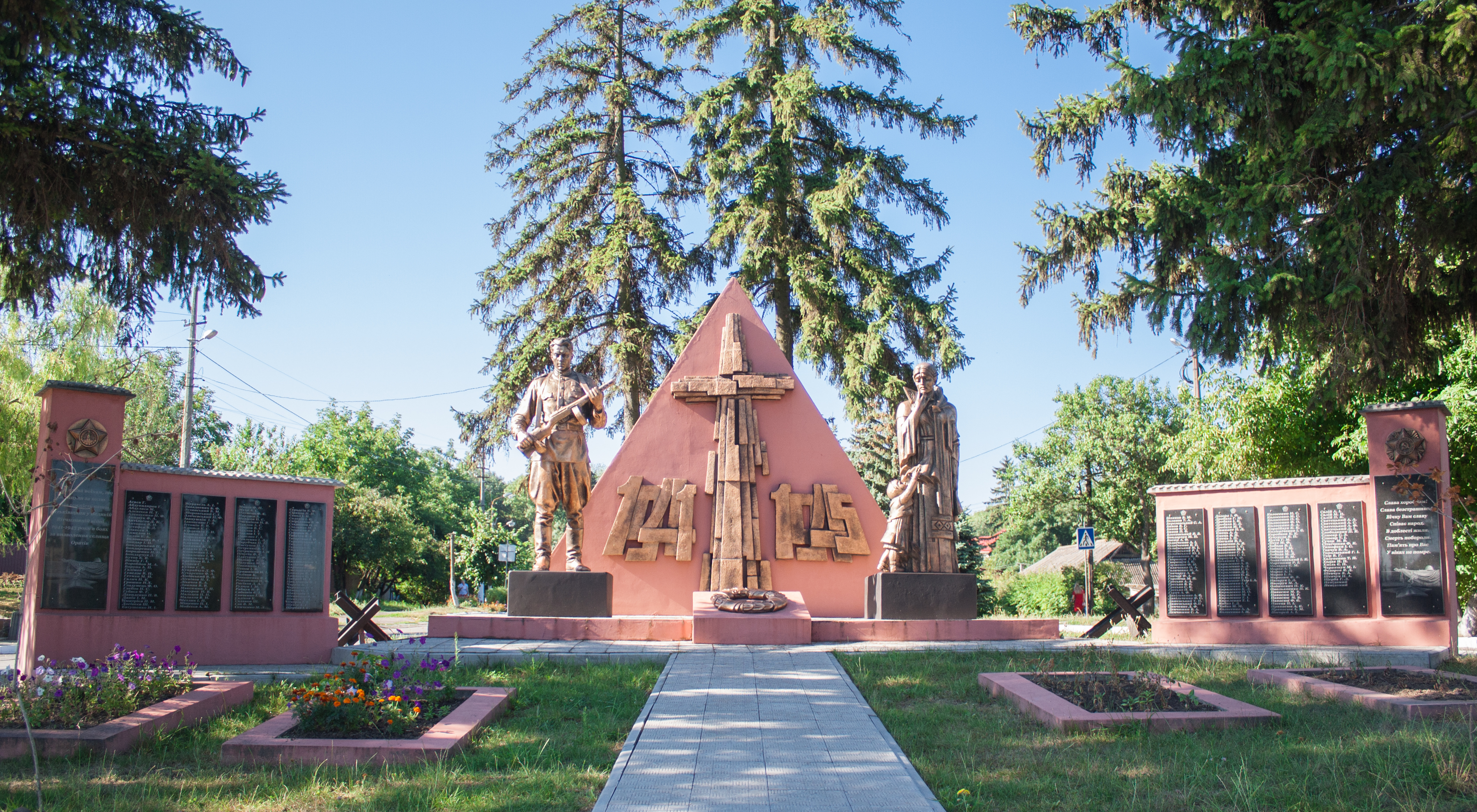
Меморіальний комплекс
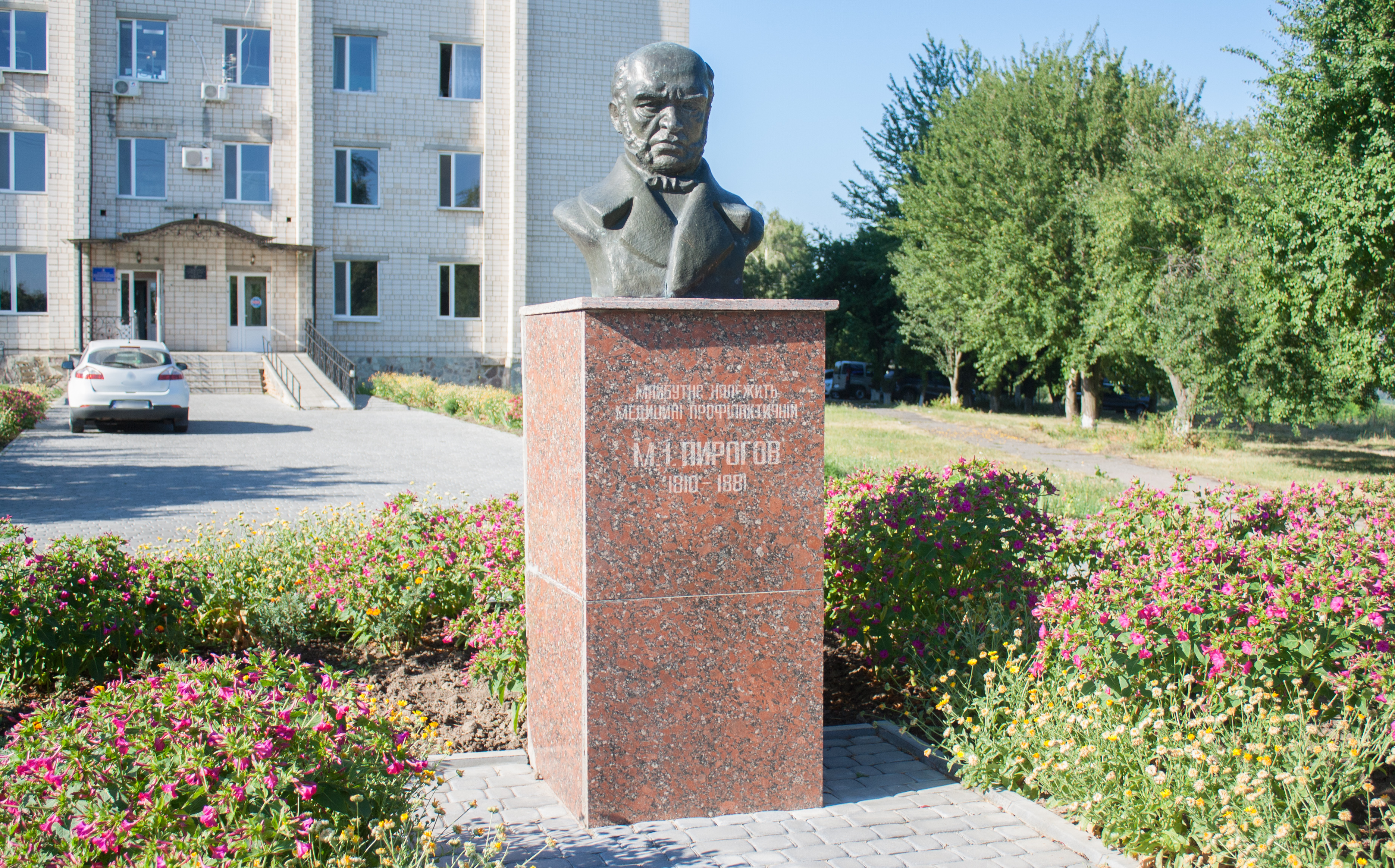
Пам'ятник М.І. Пирогову
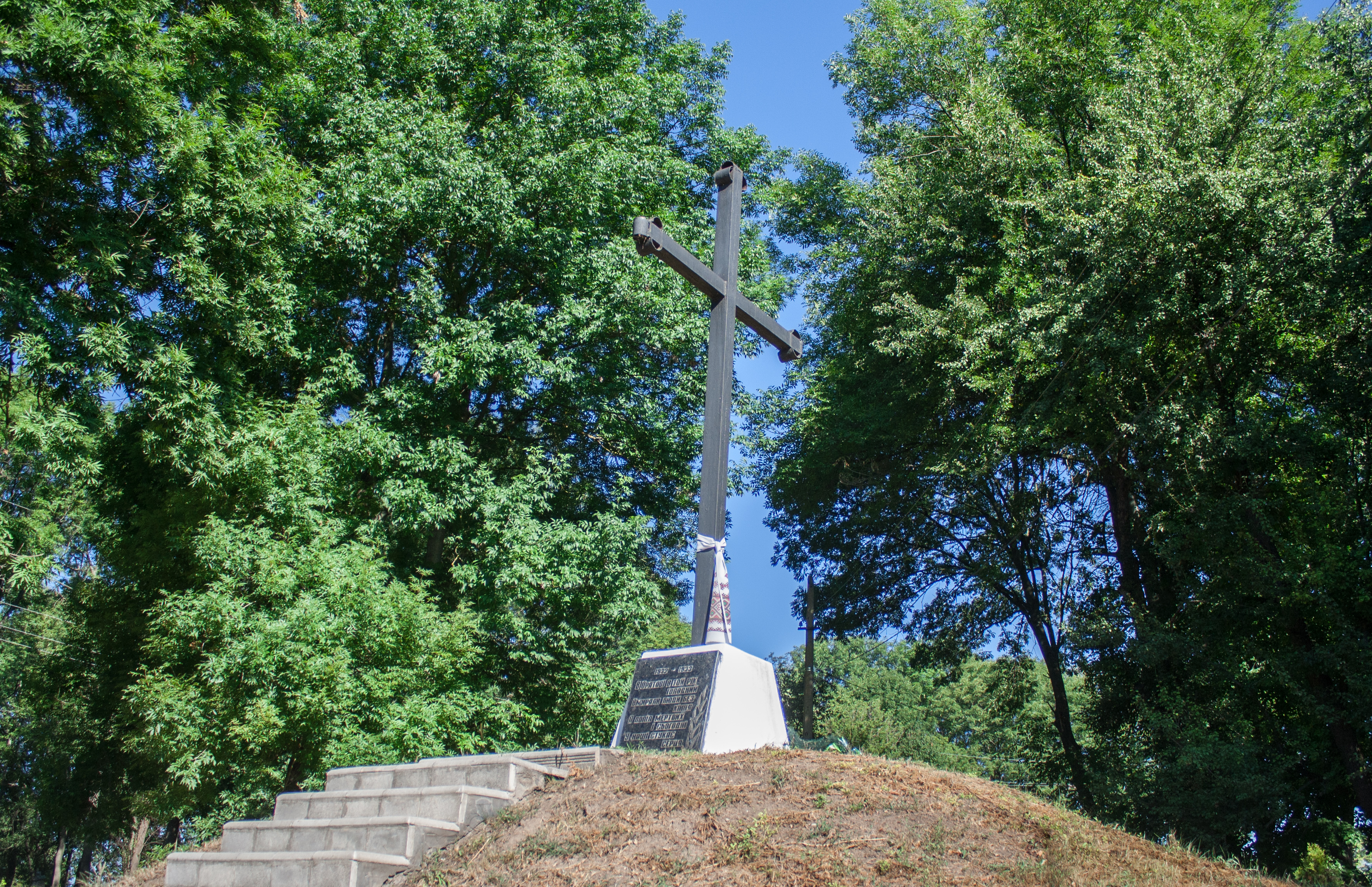
Пам'ятний знак жертвам Голодомору
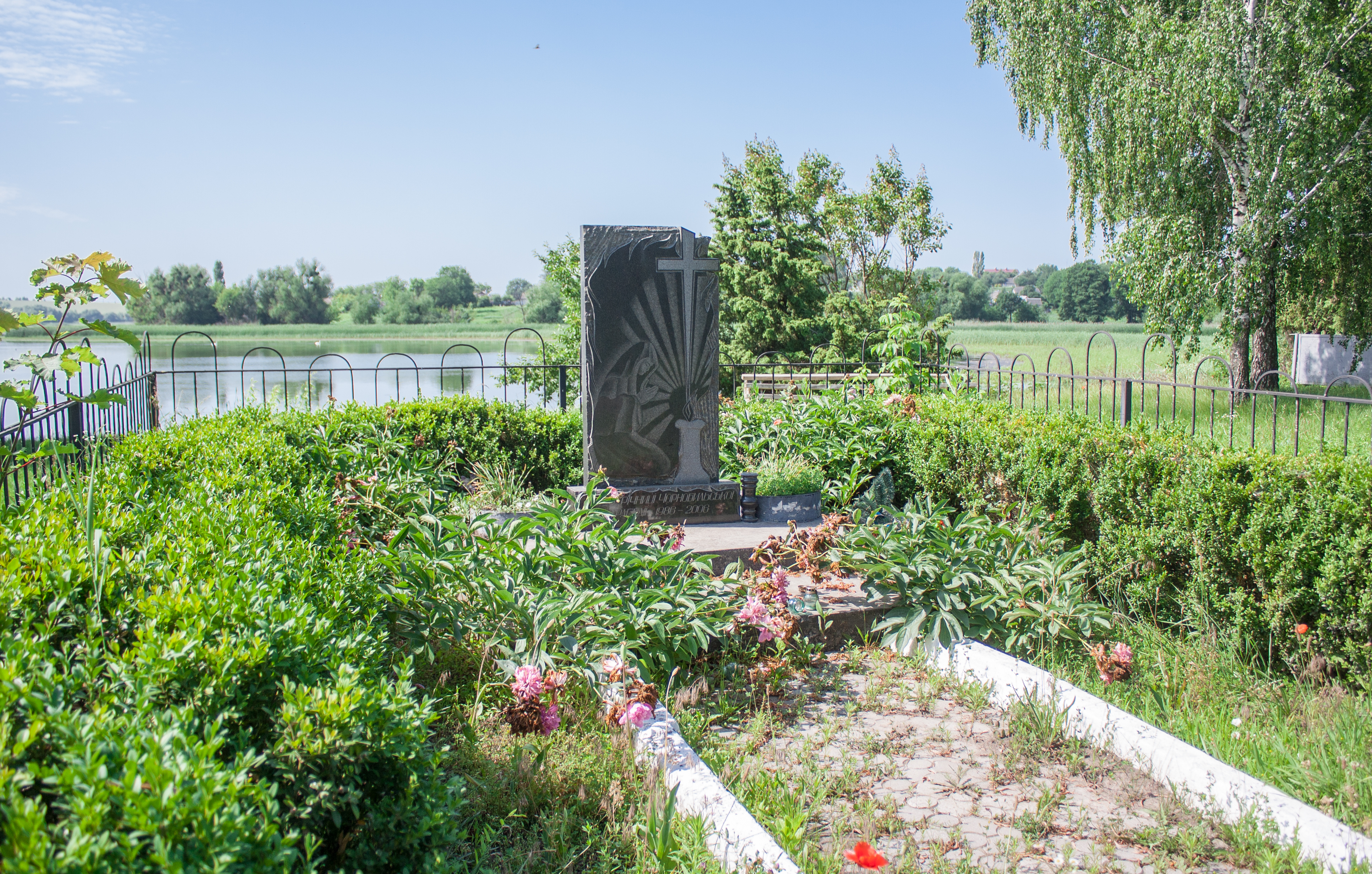
Пам'ятний знак річниці Чорнобильської трагедії
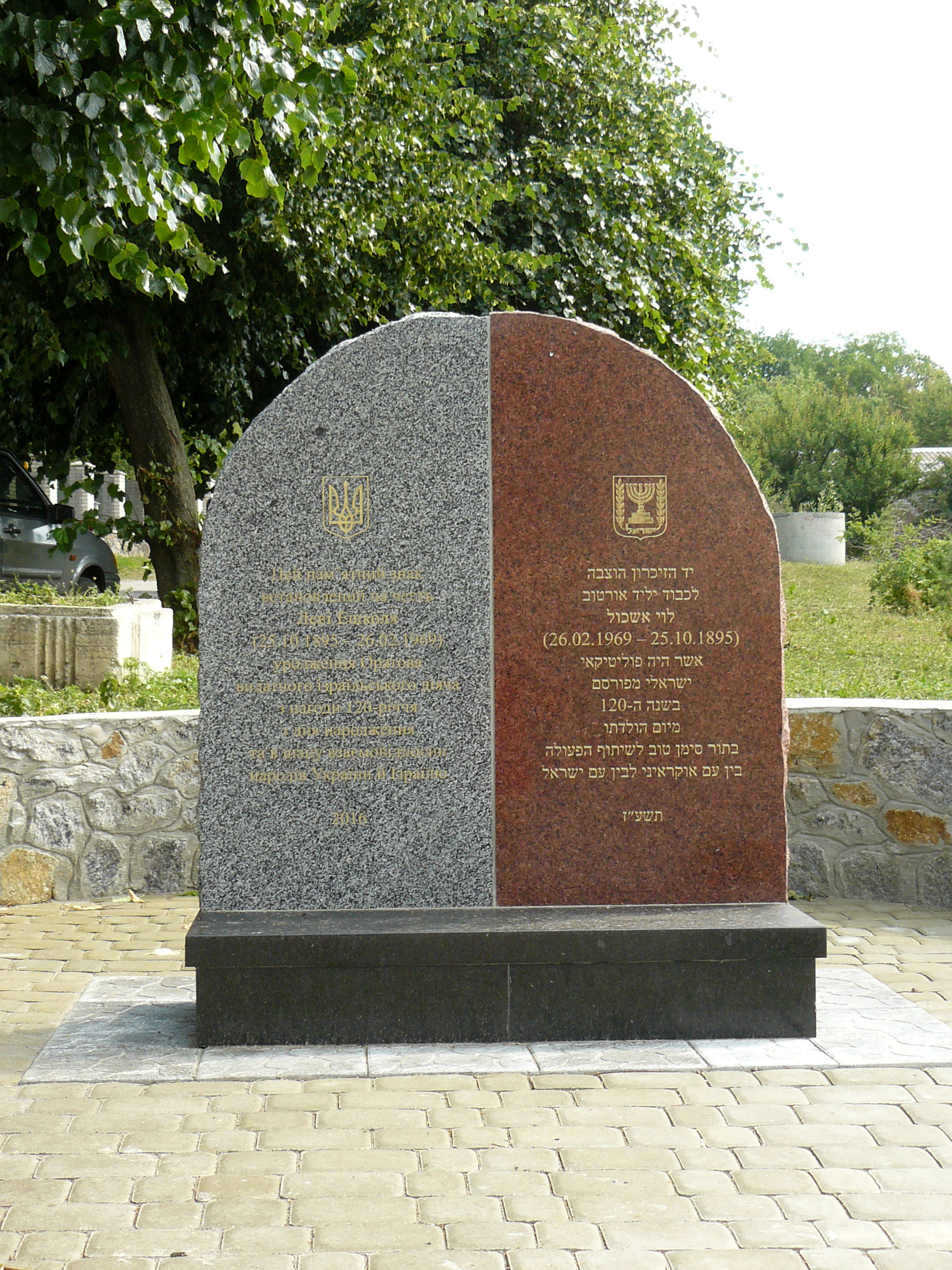
Пам'ятний знак Леві Ешколю
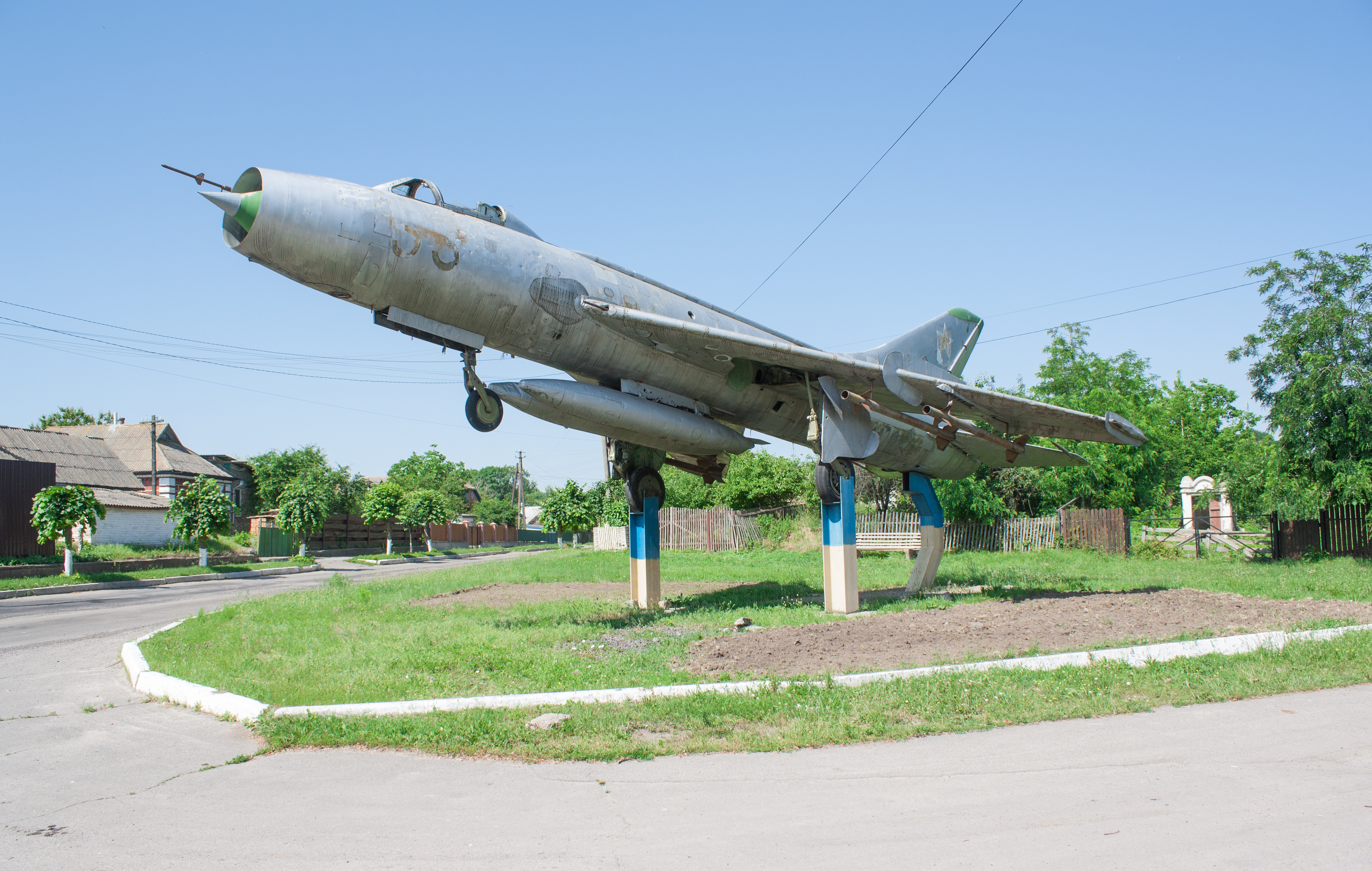
Літак Су-7Б
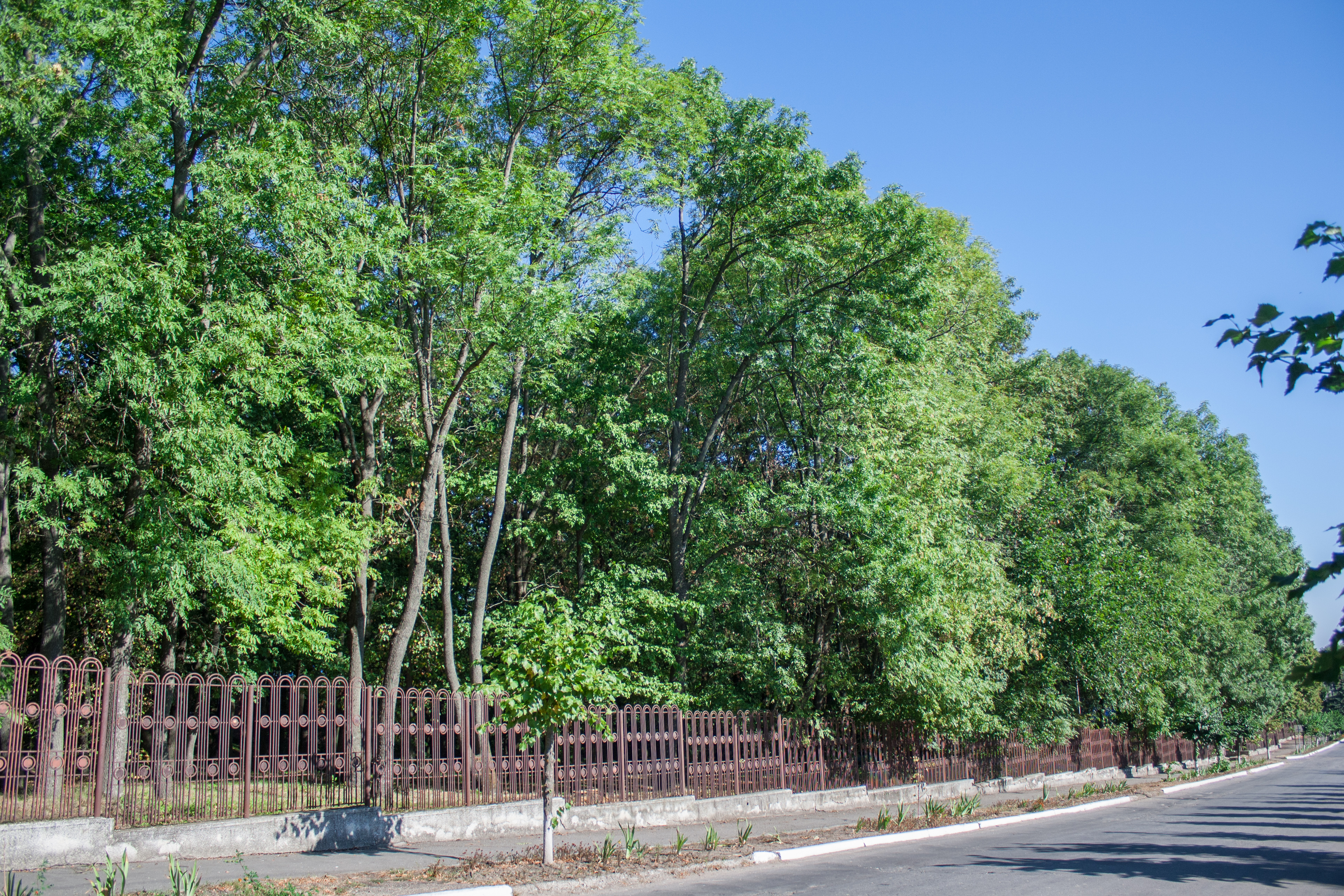
Парк